# عن الوقت (فلم)
عن الوقت (بالإنجليزية: About Time) هو فيلم خيال علمي رومانسي كوميدي درامي من تأليف وإخراج ريتشارد كيرتس،. إنتاج عام 2013 تدور أحداث الفيلم عن شاب يكتشف قدرة خاصة بالسفر عبر الوقت محاولاً تغيير ماضيه من أجل تحسين مستقبله. كتب الفيلم وتم إخراجه من قبل ريتشارد كورتيس، بطولة دونال جليسون، رايتشل مكأدامز وبيل ناي. وتم أصداره في المملكة المتحدة في 4 سبتمبر 2013.

## طاقم التمثيل
- بيل ناي
- رايتشل مكأدامز

## القصة
(عن الوقت) هو فيلم درامي رومانسي يدور حول (تيم)- يؤدي دوره الممثل (دومنال جليسون)- الذي يكتشف قدرته على السفر للماضي والذي من خلال تلك الموهبة سيعمل على تغيير بعض أحداث ماضيه لتحسين مستقبله وهو يعلم منذ البداية أن موهبته لن يستغلها للحصول على المال أو أي شئ آخر بل كل شئ في حياته سيتمحور حول ويكون عن الحب

## الميزانية والإيرادات
بلغت تكلفة إنتاج الفيلم حوالي 35 مليون دولار بينما حقق أرباحاً حول العالم تقدر بـ $87,100,449.

## روابط خارجية
- مقالات تستعمل روابط فنية بلا صلة مع ويكي بيانات